# Jeremy Colson
Jeremy Colson (ur. 11 marca 1978 w Belvedere) – amerykański perkusista. Jeremy Colson znany jest przede wszystkim z wieloletnich występów w zespole wirtuoza gitary Steve’a Vaia. Od 2002 roku współpracuje z byłym gitarzystą zespołu Megadeth – Martym Friedmanem. Muzyk współpracował ponadto z takimi wykonawcami jak: Dali’s Dilemma, LD/50, Michael Schenker Group, Eric Gales, Byron Nemeth i Jamesem Murphym.
Jest endorserem instrumentów firm Tama, Evans, Vater i Sabian.